# Castillo de Alcalá de Ebro
El castillo de Alcalá de Ebro era un castillo de origen musulmán construido en el siglo IX ubicado el municipio zaragozano de Alcalá de Ebro, junto al río Ebro, para controlar el paso.

## Descripción
Apenas quedan vestigios del castillo que servía para controlar, tanto el paso, como el cruce por el río. 

## Historia
El castillo fue reconquistado en el año 1090 por Sancho Ramírez, pasando a formar parte de la Terra regis. Posteriormente fue cedido en tenencia a distintos nobles entre los que podemos contar a los Salces o los Luna, volviendo a la corona con Fernando I de Aragón. En el sigo XVII era propiedad del ducado de Villahermosa y en 1707 fue demolido por orden de Felipe V de España con motivo del apoyo de Aragón al archiduque Carlos de Austria.

## Catalogación
El Castillo de Alcalá de Ebro está incluido dentro de la relación de castillos considerados Bienes de Interés Cultural, como zona arqueológica, en virtud de lo dispuesto en la disposición adicional segunda de la Ley 3/1999, de 10 de marzo, del Patrimonio Cultural Aragonés. Este listado fue publicado en el Boletín Oficial de Aragón del 22 de mayo de 2006.